# Stillingia
Stillingia är ett släkte av törelväxter. Stillingia ingår i familjen törelväxter.

## Bildgalleri

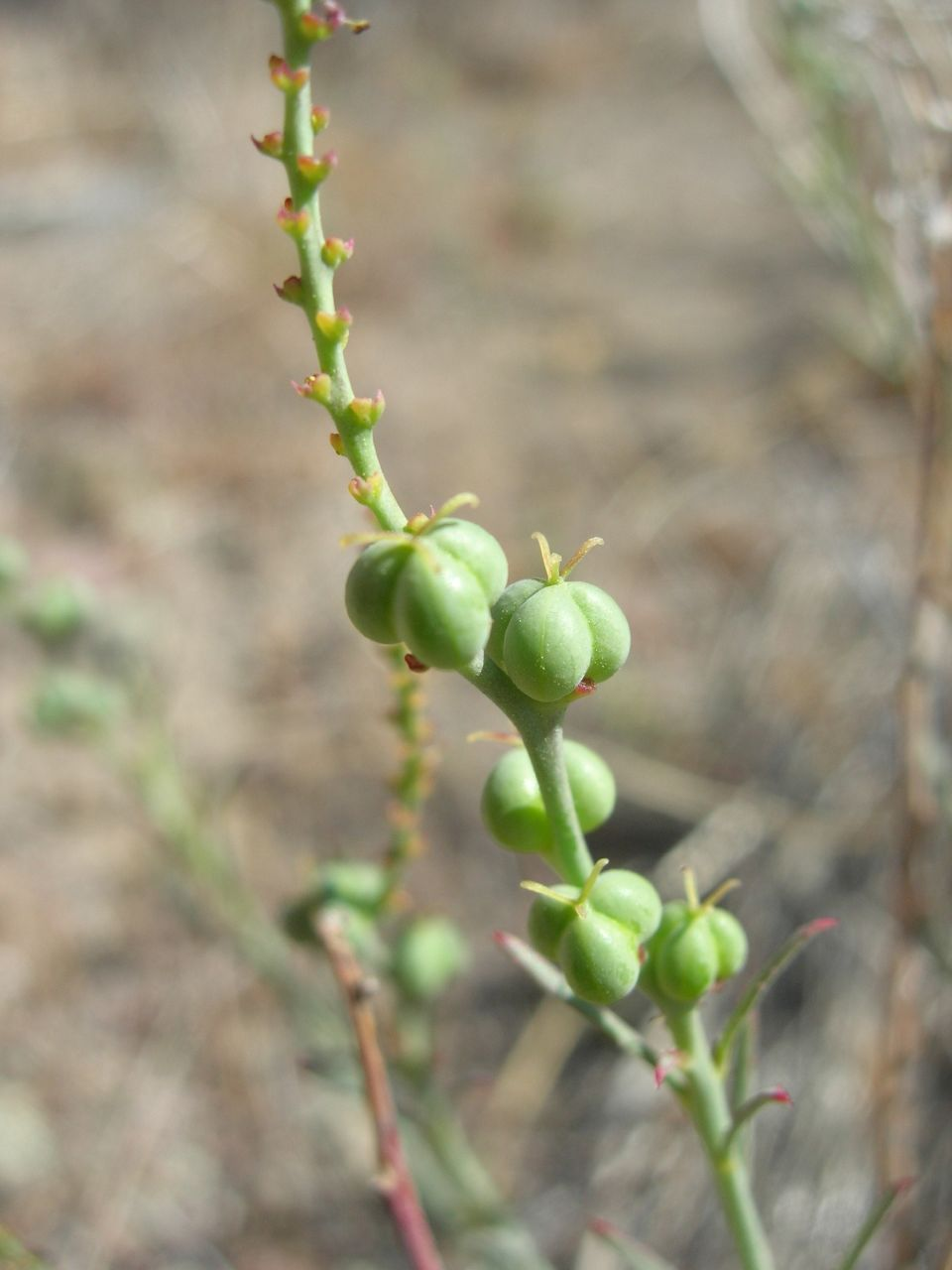
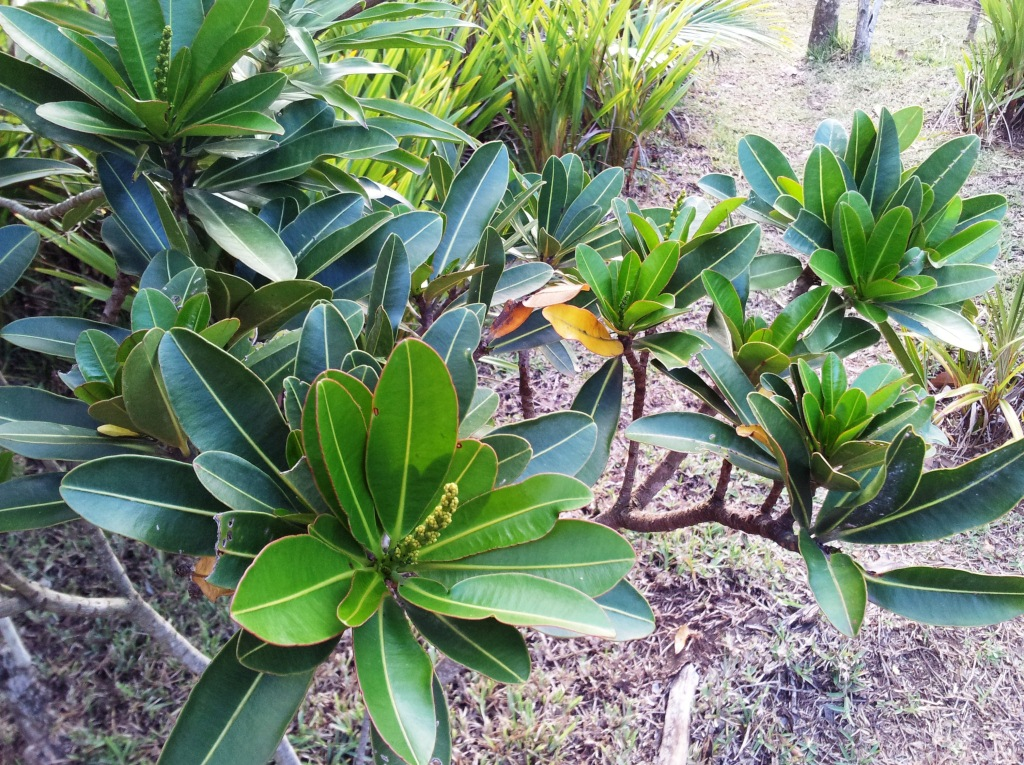
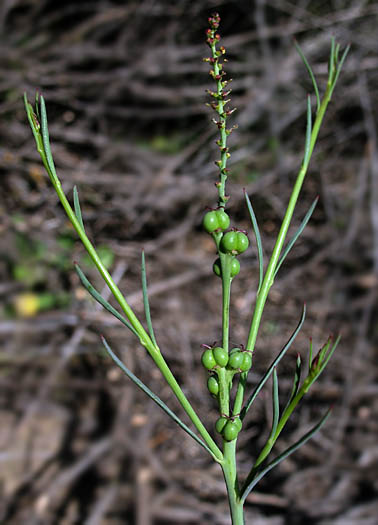

## Dottertaxa tillStillingia, i alfabetisk ordning[1]
- Stillingia acutifolia
- Stillingia aquatica
- Stillingia argutedentata
- Stillingia bicarpellaris
- Stillingia bodenbenderi
- Stillingia dichotoma
- Stillingia diphtherina
- Stillingia dusenii
- Stillingia linearifolia
- Stillingia lineata
- Stillingia oppositifolia
- Stillingia parvifolia
- Stillingia patagonica
- Stillingia paucidentata
- Stillingia peruviana
- Stillingia pietatis
- Stillingia querceticola
- Stillingia salpingadenia
- Stillingia sanguinolenta
- Stillingia saxatilis
- Stillingia scutellifera
- Stillingia spinulosa
- Stillingia sylvatica
- Stillingia tenella
- Stillingia terminalis
- Stillingia texana
- Stillingia trapezoidea
- Stillingia treculiana
- Stillingia uleana
- Stillingia zelayensis